# Laura Secord
Pour les articles homonymes, voir Secord.
Laura Secord (13 septembre 1775 - 17 octobre 1868) est une héroïne canadienne de la guerre anglo-américaine de 1812. Elle marcha 32 kilomètres pour prévenir les forces armées britanniques d'une embuscade des soldats américains. La reconnaissance historique de l'héroïsme de cette femme durant la guerre anglo-américaine de 1812 est redevable en bonne partie à Sarah Anne Curzon, poète, dramaturge et journaliste avec sa pièce de théâtre intitulée Laura Secord : The Heroine of 1812 parue en 1887 qu'elle écrivit dans le but de « sauver de l'oubli le nom d'une femme courageuse et de lui rendre la place qui lui revient parmi les héros de l'histoire canadienne ».
Au Canada, une chaîne de confiseurs, vendant surtout des chocolats, des friandises et de la crème glacée, porte le nom de Laura Secord en hommage à l'héroïne,.

## Biographie
Laura Ingersoll naît le 13 septembre 1775 à Great Barrington, Massachusetts, fille aînée de Thomas Ingersoll et Elizabeth Dewey. Son père s’était rangé du côté des patriotes durant la guerre d'indépendance des États-Unis et ses affaires avaient donc prospéré. Mais, à la suite de la dépression économique qui suivit l’Indépendance, la famille éprouva des difficultés financières. Le père de Laura se laissa alors tenter par la promesse de terres à bon marché au Haut-Canada et il déménagea sa famille de l’autre côté de la frontière en 1790 où il fonde la ville de Ingersoll. À la mort de sa mère, Laura aida à élever ses nombreux frères et sœurs.
Laura rencontra son futur époux, James Secord, dans la taverne de son père, à Queenston. Laura et James, travaillent ensemble d’arrache-pied, parvinrent à une prospérité enviable. En 1812, ils avaient cinq enfants, deux domestiques, une modeste maison de bois et un commerce florissant de vêtements et d’articles ménagers.

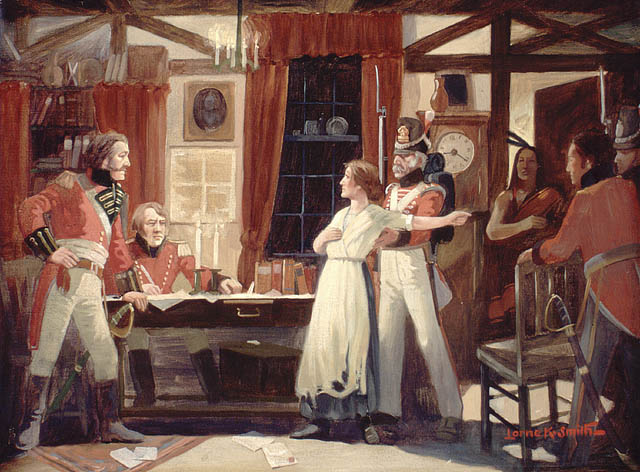
Laura Secord et le lieutenant Fitzgibbon.

Lorsque la guerre éclata en 1812, James était déjà sergent de milice dans la 1st Lincoln. En octobre 1812, les Américains attaquèrent Queenston Heights et Laura et sa famille fuirent la ville et se réfugièrent chez un ami. Toutefois, lorsqu’elle apprit que son mari avait été gravement blessé et qu’il réclamait sa présence, Laura partit immédiatement pour le champ de bataille.
Au printemps de 1813, les Américains occupaient la rive canadienne de la rivière Niagara. Tous les hommes bien portants du Haut-Canada furent alors considérés comme prisonniers de guerre et furent envoyés aux États-Unis. L’état de santé de James permit aux Secord d’échapper à cette épreuve, mais ils reçurent l’ordre d’héberger trois officiers américains. Un soir, au cours d’une réception en l'honneur du colonel Boerstler, le commandant des forces américaines à Queenston, Laura et James surprirent une conversation où Boerstler informait ses confrères que les Américains « allaient attaquer Fitzgibbon à Beaver Dams ».

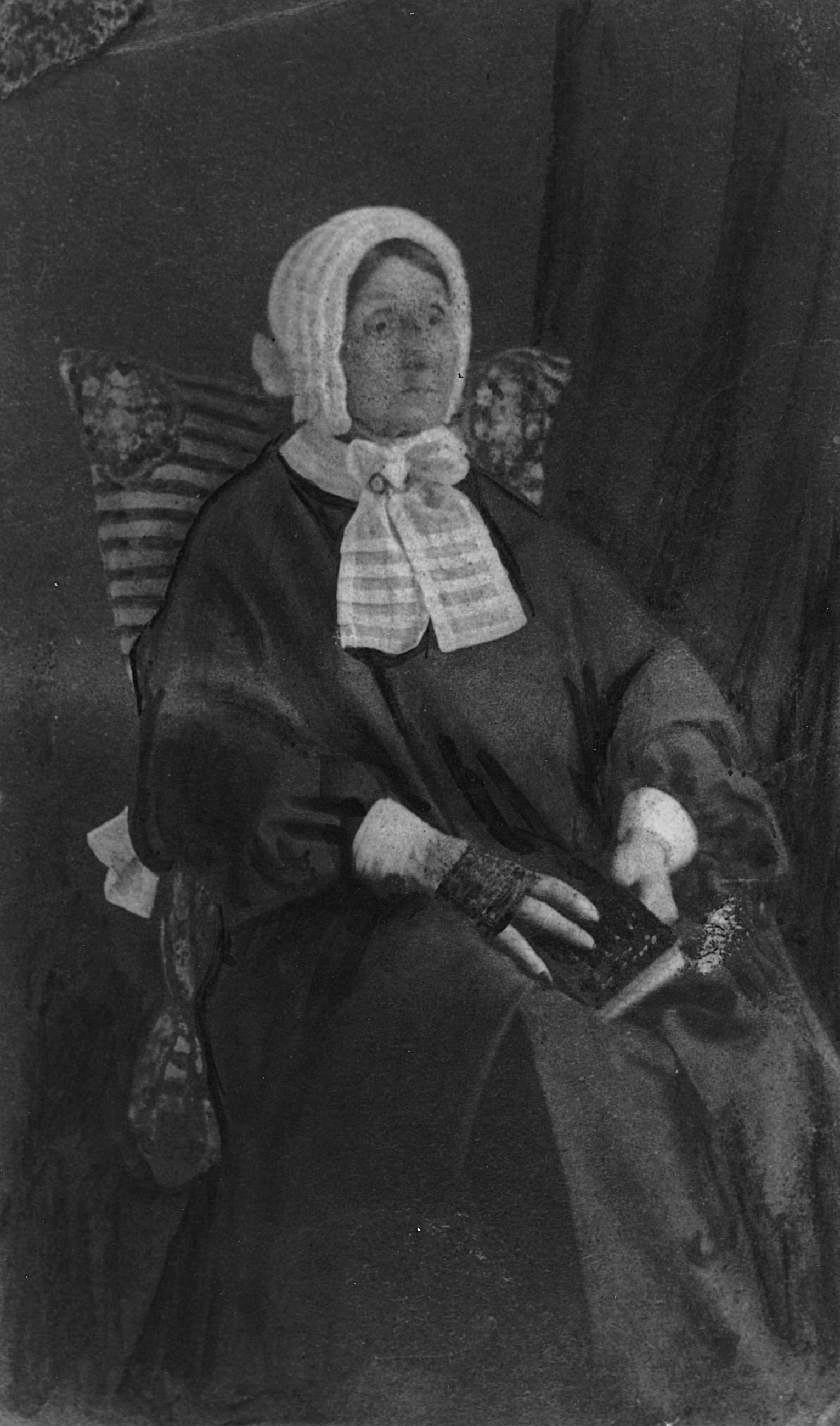
Laura Secord vers 1868.

Comme James était encore immobilisé par une blessure à la jambe, Laura décida d’aller, toute seule, prévenir le lieutenant Fitzgibbon de l’attaque imminente des Américains. Elle partit avant l’aube et elle marcha, sans arrêt, durant dix-huit heures, traversant fermes, marais et forêts, courant le risque d’être repérée par une sentinelle américaine. Presque arrivée à destination, elle rencontra des guerriers autochtones et leur demanda de la conduire au quartier général de Fitzgibbon, à qui elle transmit son message.
Ses efforts pour prévenir le lieutenant portèrent fruit. Les forces britanniques et leurs alliés autochtones, informés à temps par Secord de l'attaque des Américains, remportèrent la victoire. Si les Américains avaient été victorieux à Beaver Dams, ils auraient pu s’emparer de toute la région de Niagara. L’apport de Laura à cette victoire fut gardé secret puisqu'à l’époque, la famille Secord vivait derrière les lignes ennemies et qu’elle craignait les représailles des sympathisants américains qui vivaient au sein de la communauté.
Après la guerre, Laura et James adressèrent plusieurs requêtes au gouvernement lui réclamant de l’argent ou un poste en retour des services rendus au pays. Pendant plusieurs années, ces requêtes furent ignorées. Finalement, à l’âge de quatre-vingt-cinq ans, le rôle de Laura Secord fut officiellement reconnu et le Prince de Galles lui remit une récompense pécuniaire.
Elle meurt le 17 octobre 1868, à Chippawa (Niagara Falls, Ontario), à 93 ans.

## Honneurs
- Numéro 35 de La plus grande personnalité canadienne
- Séquence des Minutes du Patrimoine